# Walter Shaw Sparrow
Walter Shaw Sparrow (Wrexham, 1862 – Rodmell, 1940) è stato uno scrittore britannico di arte e architettura.
Ha scritto una serie di libri su arte, architettura e interni, curando, fra gli altri, Women Painters of the World, ritenuta ancor oggi un'importante opera di riferimento per la storia dei contributi femminili nell'arte dal XV al XIX secolo. È anche noto per i suoi saggi e articoli su artisti sportivi britannici.

## Biografia
Walter Shaw Sparrow nacque nel 1862 a Gwersyllt Hill, vicino a Wrexham, nel Galles, figlio minore di James Sparrow (1824–1902) e di sua moglie Caroline (1828–1904). Nel 1855 James Sparrow era diventato proprietario della Ffrwd Works, una grande miniera di carbone e ferriera tra Brymbo e Cefn-y-bedd, che espanse in una delle attività più importanti del Galles del Nord.
Nella sua infanzia Walter Shaw Sparrow conobbe molti minatori, fornai, fabbri, falegnami e braccianti agricoli che lavoravano nella proprietà del padre, che descrisse come "grandi, forti, semplici e gentili". Condusse uno studio sulle dure condizioni di lavoro dei minatori di carbone e sull'alto numero di incidenti che a livello nazionale provocavano oltre un migliaio di morti all'anno. Ciò fece crescere in lui il desiderio di sostenere condizioni di equità e giustizia per i lavoratori.
Iniziò la scuola al Chester College, dedicandosi a studi scientifici, in particolare alla botanica, alla chimica e alla fisiologia. Le sue prime lezioni di disegno si basavano sull'osservazione della natura. Dopo il Chester College andò al Newton Abbott College nel South Devon, frequentato anche da Arthur Quiller-Couch. Si distinse con un primo premio in economia politica e per la sua abilità nel disegno.
Nella sua prima adolescenza (1875–1879), durante le lunghe vacanze scolastiche a casa, trascorse del tempo con l'artista William Joseph JC Bond, che soggiornava nella casa del padre, imparando da lui le tecniche della pittura ad olio e le tecniche sviluppate dai pittori di Liverpool.
Fu dopo le discussioni con Bond e con lo zio di Walter, l'architetto George T. Robinson, che suo padre decise di approvare che Walter frequentasse la Slade School of Fine Art di Londra, dove studiò per quindici mesi sotto la guida dell'artista l'artista francese Alphonse Legros.

### Vita adulta
Nel 1880 si iscrisse all'Académie Royale des Beaux-Arts di Bruxelles, dove rimase per sette anni, tornando a casa per le vacanze. Su suggerimento del pittore belga Joseph van Severdonck, suo insegnante, aprì un piccolo studio a Bruxelles, in modo che il suo sostegno da casa potesse essere integrato dai guadagni dei corsi di disegno e di inglese e dalla vendita di alcuni dipinti. Pubblicò anche diversi articoli, approvati dall'editore Ponsonby Ogle per la pubblicazione sul quotidiano The Globe.
Sparrow tornò a Londra nella primavera del 1888 e prese due stanze a Kennington Park, inizialmente con suo fratello Wilfrid. Interpretò ruoli minori in produzioni teatrali, tra cui alcune opere di Shakespeare, e si unì alla compagnia Shakespeare di FR Benson, fra le cui protagoniste vi era l'attrice Ada Ferrar, che avrebbe poi sposato nell'aprile 1891.
Ada, una volta sposata, continuò a svolgere la sua attività. Dal 1896 al 1899 prese parte a produzioni con un gruppo di attori in un lungo tour all'estero, esibendosi in Australia e Nuova Zelanda e tornando in Inghilterra nel settembre 1899.
L'anno 1899 si rivelò un punto di svolta per Sparrow. La Arts and Crafts Exhibition Society tenne a Londra una retrospettiva di William Morris come sesta mostra alla New Gallery, Regent Street,  per la quale Sparrow produsse la pubblicità sulla rivista The Studio. Dopo la mostra venne nominato assistente alla redazione artistica di The Studio, dove continuò a lavorare per i successivi quattro anni e mezzo.
Il padre di Sparrow morì nel 1902 e lo stabilimento di Ffryd chiuse nel 1904 a causa delle difficili condizioni degli affari. Del complesso industriale rimane poca traccia.
Dopo aver lasciato lo Studio, Sparrow fondò e curò la Art and Life Library, una serie di libri su arte, architettura e interni, per un periodo di oltre trent'anni, e contribuendo con numerosi articoli a riviste e giornali.
Tra le sue prime opere vi fu Women Painters of the World, ritenuta ancor oggi un'importante opera di riferimento Nel 1925 scrisse Memories of life and art through sixty year, raccontando la sua vita, da lui stesso definita "non priva di interesse e divertimento", in quanto aveva potuto incontrare molte delle figure più importanti dell'epoca nei circoli professionali del suo tempo.
Sparrow morì l'11 marzo 1940  all'età di 78 anni.

## Opere
- 1904 – The British Home of To-Day
- 1904 – The Gospels in Art
- 1905 – The Old Testament in Art
- 1905 – Women Painters of the World
- 1905 – The Spirit of the Age
- 1906 – The Modern Home
- 1907 – Flats, Urban Houses and Cottage Homes
- 1908 – The English House
- 1908 – Old England
- 1909 – Our Homes and How to Make the Best of Them
- 1911 – Frank Brangwyn and His Work
- 1912 – John Lavery and His Work
- 1915 – A Book of Bridges
- 1919 – Prints and Drawings by Frank Brangwyn
- 1921 – The Fifth Army in March 1918
- 1922 – British Sporting Artists from Barlow to Herring
- 1923 – Angling in British art through five centuries
- 1924 – Advertising and British art
- 1925 – Memories of life and art through sixty years
- 1926 – A Book of British Etching
- 1926 – Brian Hatton – a young painter of genius killed in the War
- 1927 – Henry Alken
- 1929 – George Stubbs and Ben Marshall
- 1929 – Charles Towne
- 1931 – A Book of British Sporting Painters
- 1932 – John Boultbee, Thomas Weaver
- 1934 – A. Frederick Sandys
- 1937 – Studies in early Turf history